# Rebus

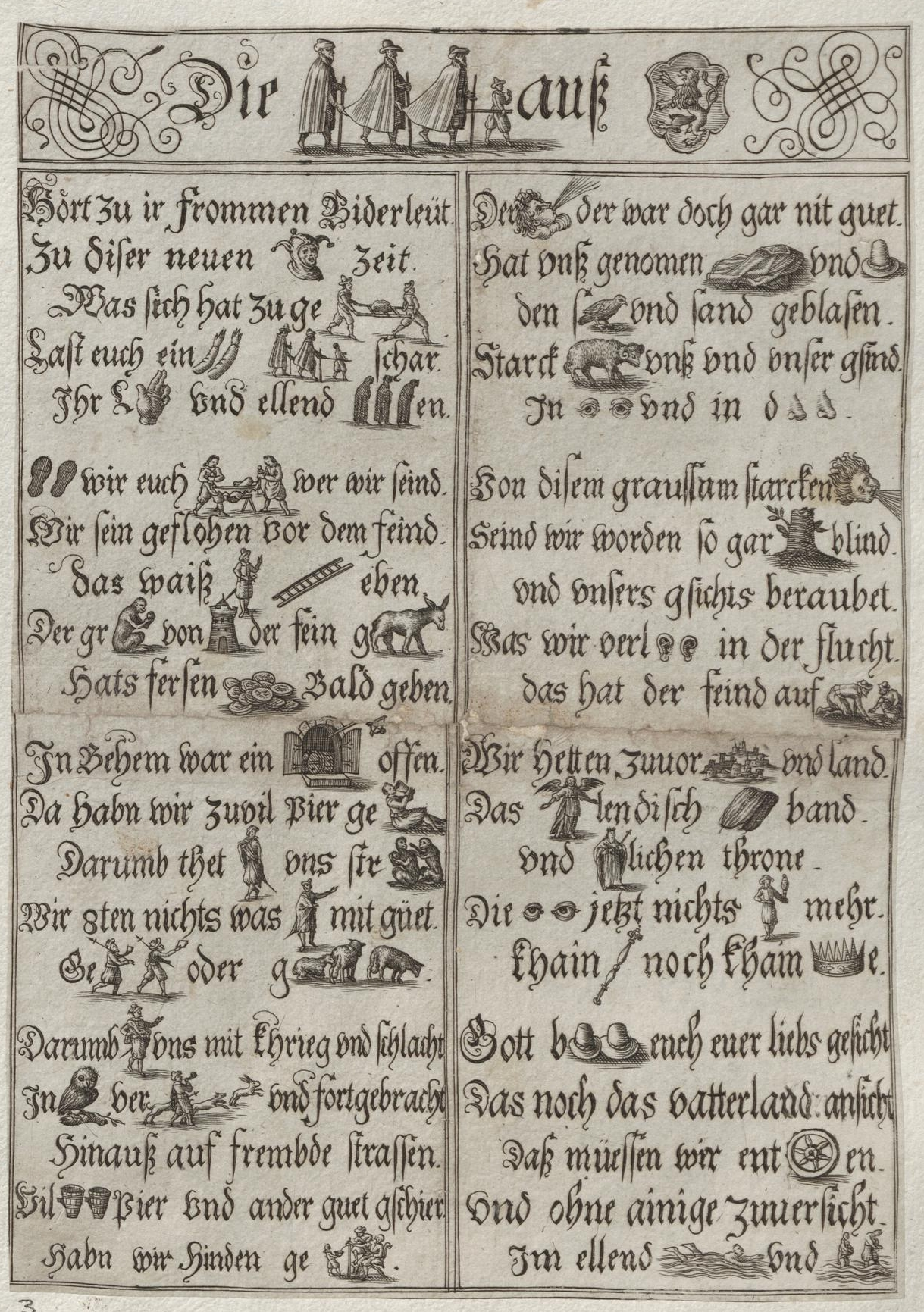
Un rebus german, aproximat ca fiind din anul 1620.

Rebusul este un gen enigmistic care folosește imagini pentru a reprezenta cuvinte sau părți de cuvinte. El era o formă preferată de expresie heraldică folosită în Evul Mediu pentru a scrie numele de familie.
Rebus este un joc în care un cuvânt sau o frază sunt reprezentate printr-o combinație de figuri, litere sau semne pe baza cărora urmează să ghicești cuvântul sau fraza dată. (Figurat) Enigmă, șaradă.

## Jocuri de cuvinte (rebusurile moderne)
Exemplu de rebus modern în limba română, folosit ca formă de joc de cuvinte:
 + ră = Peșteră
Exemplu de rebus modern în limba engleză, folosit ca formă de joc de cuvinte:
H +  = Hear (a auzi), sau Here (aici)

## Pictograme
Termenul de rebus este folosit și pentru pictograme care reprezintă foneme silabice. Lucrul ăsta transforma pictogramele în fonograme.

## Vezi și
- Monoverb
- Biverb
- Triverb
- Ilustriverb
- Metagramă
- Rebus criptografic
- Criptorebus